# Amauropelma undara
Amauropelma undara là một loài nhện trong họ Ctenidae.
Loài này thuộc chi Amauropelma. Amauropelma undara được miêu tả năm 2001 bởi Raven & Gray.